# Unterschneitbach
Unterschneitbach ist eine Gemarkung, ein Kirchdorf und Stadtteil von Aichach im Landkreis Aichach-Friedberg, der zum Regierungsbezirk Schwaben in Bayern gehört.

## Geographie
Unterschneitbach liegt im Donau-Isar-Hügelland und damit im Unterbayerischen Hügelland, das zum Alpenvorland, einer der Naturräumlichen Haupteinheiten Deutschlands, gehört.
Unterschneitbach liegt circa eineinhalb Kilometer südwestlich der Altstadt von Aichach.
Unterschneitbach liegt am westlichen Ufer der von Süden nach Norden fließenden Paar.

Durch Unterschneitbach fließt der Schneitbach (Kronbach), der von Hiesling und dem Hieslinger Weiher im Westen kommend durch Oberschneitbach fließt und in Unterschneitbach als linker Zufluss in die Paar mündet.
Östlich an Unterschneitbach und der Paar vorbei verläuft die Paartalbahn von Augsburg-Hochzoll nach Ingolstadt.

## Geschichte

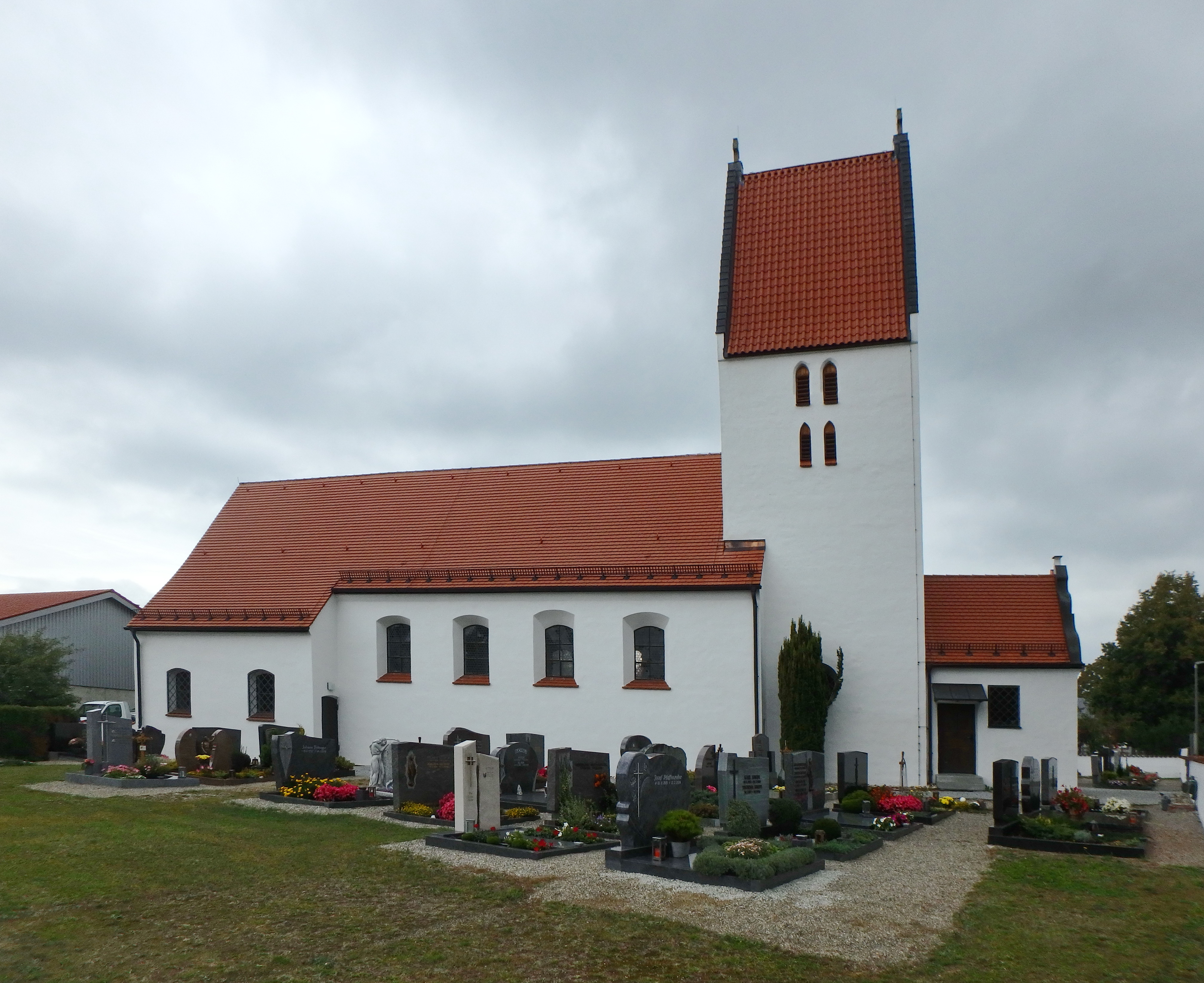
St. Emmeran

1302 wurde in Unterschneitbach die Schnaitbacher Urkunde unterzeichnet. Diese Snaitpacher Einung zwischen den bayerischen Herzögen Rudolf I. und Ludwig IV. und den oberbayerischen Landständen gilt als ein Beginn des Parlamentarismus in Bayern.
Die katholische Filiale Sankt Emmeran in Unterschneitbach gehört zur Pfarrei Mariä Himmelfahrt in Aichach.
Am 1. Januar 1970 wurde die bis dahin im Landkreis Aichach gelegene selbstständige Gemeinde Unterschneitbach im Zuge der Gebietsreform in Bayern in die Stadt Aichach eingemeindet. Am 1. Juli 1972 kam Aichach mit seinen Stadtteilen in den neu gegründeten Landkreis Aichach-Friedberg (bis zum 30. April 1973 mit der Bezeichnung Landkreis Augsburg-Ost).

## Bodendenkmäler
Siehe: Liste der Bodendenkmäler in Aichach

## Ehrenbürger von Unterschneitbach
- Raimund Veith (* 1. April 1892 in Herrieden; † 8. Juli 1973 in Aichach), Oberlehrer (Verleihung am 1. April 1962)